# Robert Le Coq
Robert Le Coq (v. 1310 à Montdidier - Estella, 12 septembre 1373) est un magistrat et prélat français, évêque de Laon de 1351 à 1358 et de Calahorra de 1362 à 1373.

## Biographie
Fils d'un officier royal anobli, il fait des études de droit à l'Université d'Orléans, puis il entre au Parlement, devient membre du Grand Conseil de Jean le Bon qu'il accompagne à Avignon. Il se range aux côtés de Charles II de Navarre contre Pierre de La Forest dont il convoite le poste de chancelier de Normandie. Assimilé au parti navarrais, il est l'objet en 1356 des articles contre Robert Le Coq. Lors de la réunion des états généraux de 1356 et de 1357, il joue un rôle très important ainsi que dans le soulèvement parisien provoqué par Étienne Marcel. Il contribue avec ce dernier à imposer au régent (futur Charles V de France) la grande ordonnance de 1357. Après la chute d'Étienne Marcel (1358), il est exclu de l'amnistie consécutive au traité de Calais (1360). Ayant perdu son évêché, il se réfugie en Espagne où Charles le Mauvais lui offre 800 écus de revenus. En 1363, il devient évêque du diocèse de Calahorra et y meurt en 1373.

## La tentative de fugue
L'oncle du dauphin, l'empereur Charles IV, subissant une offensive diplomatique de la part des Anglais, est inquiété par l'influence grandissante des Français sur l'ouest de l'empire. Étant donné que la Bourgogne, le Dauphiné et de nombreuses places fortes sont contrôlés par les Français, il menace de renégocier son alliance avec son beau-frère Jean le Bon. Il émancipe le duc de Bourgogne pour ses possessions en terre d'empire lesquelles sont gérées du fait de son jeune âge par son beau-père, le roi de France. Le roi fait montre d'intransigeance et la tension monte. Le dauphin Charles, qui est très proche de son oncle et qui risque d'y perdre le Dauphiné, est opposé à la façon de procéder de son père. Monté contre lui par Robert Le Coq (l'un des plus fervents Navarrais, jouant double jeu auprès de Jean le Bon) qui ne cesse de lui assurer que son père cherche à l'évincer du pouvoir, il organise avec le concours du parti navarrais une fugue visant à rencontrer l'empereur, lui prêter l’hommage et apaiser les tensions. Elle doit avoir lieu en décembre 1355. Le roi, mis au courant du complot par Robert de Lorris, convoque son fils et lui confie la Normandie en apanage pour le rassurer sur ses sentiments envers lui et contrer le travail de sape des Navarrais.

## États généraux de 1355 et 1356
Étienne Marcel n'est pas par essence contre les Valois. Au contraire les intérêts du roi et ceux des milieux d'affaire parisiens convergent : la guerre entraîne le blocage des routes économiques et la prospérité de Paris passe par la sécurisation de la Seine et des accès aux Flandres. Aux états généraux du 8 mai 1355, on tente de simplifier le calcul de l'impôt pour le rendre plus efficace. Mais les impôts ne rentrent pas et le roi a recours une nouvelle fois aux manipulateurs de la monnaie honnis: il rappelle Jean Poilevillain et Nicolas Braque qu'il nomme respectivement aux Comptes et aux Monnaies. La monnaie est dévaluée une nouvelle fois : les rentes et loyers diminuent au grand dam de la bourgeoisie, de la noblesse et des prélats : la colère monte. 

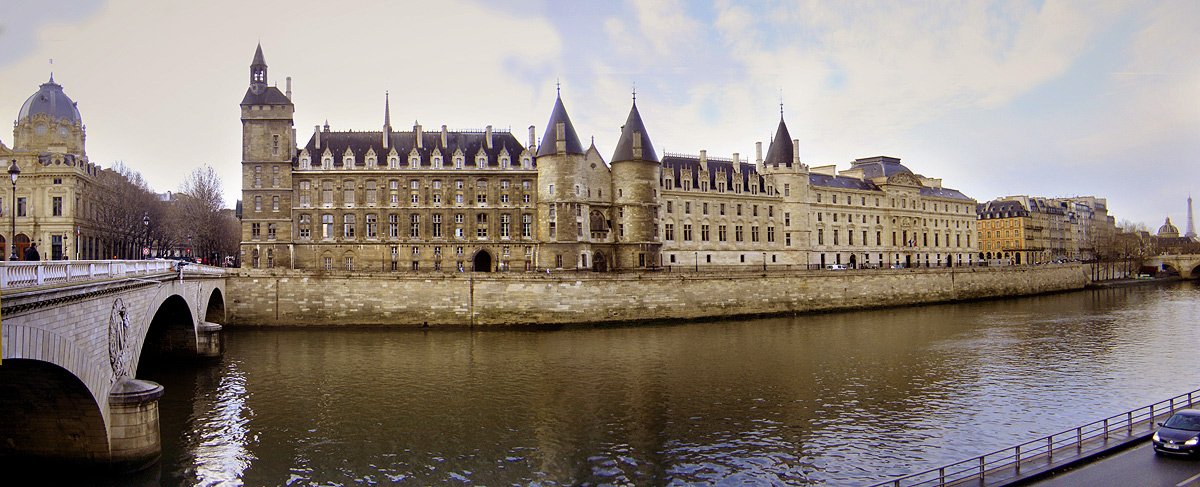
Le palais de la Cité.

Confronté à la menace anglaise, Jean le Bon convoque les états généraux de langue d'oïl à Paris, dans la grande salle du palais de la Cité, le 2 décembre 1355, pour lever l’armée de 30 000 hommes  qu'il juge nécessaire. Étienne Marcel et ses alliés (son cousin Imbert de Lyon, son associé Jean de Saint-Benoît, son prédécesseur à la prévôté des marchands de Paris Jean de Pacy ainsi que ses échevins Pierre Bourdon, Bernard Cocatrix, Charles Toussac et Jean Belot) y sont les principaux représentants des villes. Les états généraux sont extrêmement méfiants quant à la gestion des finances publiques (échaudés par les dévaluations entraînées par les mutations monétaires qui ont fait perdre à la monnaie royale 82 % de sa valeur en un an). La noblesse dont les dévaluations diminuent les revenus (les redevances dues sur leurs terres sont de montant fixe) a un besoin impératif d'une monnaie forte. Les commerçants ont surtout besoin d'une monnaie stable. Après les chevauchées du Prince noir en Languedoc et du duc de Lancastre en Artois, les états généraux ont conscience de la nécessité de lever une armée, mais plus encore de financer des garnisons pour défendre les villes. Ils acceptent la levée d’une taxe sur les transactions commerciales de 8 deniers par livre, à la condition de pouvoir en contrôler la mise en œuvre et l’utilisation des fonds prélevés et que soit émise une monnaie forte. Un collège de 9 officiers (3 par ordre) qui prélèveraient la taxe doit être désigné par les états généraux.
Les impôts rentrant mal et la nouvelle monnaie se dévaluant rapidement, les états généraux sont réunis à nouveau en mars 1356 et décident d'élargir l'assiette de l'impôt en taxant aussi les revenus fonciers. Ce qui se révèle difficile car il faudrait une administration capable  de quantifier les revenus des contribuables. 
Fort de cette armée financée par les états généraux, le roi poursuit le Prince Noir lancé dans une nouvelle chevauchée. Il le rattrape au sud de Poitiers. L'enjeu est plus que militaire : il faut redorer le blason de la noblesse, largement terni depuis le désastre de Crécy et qui de plus est incapable de protéger le peuple des pillages alors que c'est précisément son rôle dans la société médiévale. C'est dans cet esprit qu'il renvoie les troupes envoyées par les villes pour le soutenir à la bataille de Poitiers: c'est au roi et à la noblesse de vaincre. La bataille a lieu le 19 septembre 1356, le roi Jean le Bon, ne voulant pas fuir comme l'avait fait son père à Crécy, se bat héroïquement. Il est fait prisonnier par les Anglais, mais acquiert dans cette affaire un grand prestige et sauve sa couronne. Le Prince noir, impressionné, fait en sorte qu'il soit reçu avec les honneurs durant sa captivité londonienne. 
Son fils le dauphin Charles, qui a pu quitter le champ de bataille, assure la régence et tente de négocier avec l'Angleterre pendant que les mercenaires démobilisés, rassemblés en grandes compagnies, pillent les campagnes. Pour éviter de tels débordements, le dauphin propose de créer une armée permanente de 30 000 hommes. Pour cela, il lui faut trouver des financements en levant de nouveaux impôts qu'il demande aux états généraux en les convoquant à nouveau.

## L'ordonnance de 1357

### La monarchie contrôlée
Les débuts de la régence du dauphin Charles sont difficiles : il n'a que dix-huit ans, peu de prestige personnel (d'autant qu'il a quitté le champ de bataille de Poitiers contrairement à son père et son frère Philippe le Hardi), peu d'expérience et doit porter sur ses épaules le discrédit des Valois. Il s'entoure des membres du conseil du roi de son père, qui sont très décriés. 
Les états généraux se réunissent le 17 octobre 1356. Le dauphin, très affaibli, va se heurter à une forte opposition : Étienne Marcel, à la tête de la bourgeoisie, allié avec les amis de Charles II de Navarre, dit Charles le Mauvais, regroupés autour de l'évêque de Laon, Robert Le Coq. Les états généraux, déclarent le dauphin lieutenant du roi et défenseur du royaume en l’absence de son père et lui adjoignent un conseil de douze représentants de chaque ordre. 
Les états généraux exigent la destitution des conseillers les plus compromis (honnis pour avoir brutalement dévalué la monnaie à plusieurs reprises), la capacité à élire un conseil qui assistera le roi ainsi que la libération du Navarrais. Le dauphin proche des idées réformatrices n'est pas contre l'octroi d'un rôle plus important des états généraux dans le contrôle de la monarchie. En revanche, la libération de Charles de Navarre est inacceptable car elle mettrait fin au règne des Valois. Pas assez puissant pour pouvoir refuser d'emblée ces propositions, le dauphin ajourne sa réponse (prétextant l'arrivée de messagers de son père), congédie les états généraux et quitte Paris, son frère Louis le futur duc d’Anjou réglant les affaires courantes. Les états généraux sont prorogés et seront convoqués de nouveau le 3 février 1357.
Avant de partir, le 10 décembre 1356, le dauphin publie une ordonnance donnant cours à une nouvelle monnaie, ce qui lui permettrait de remplir ses caisses sans passer par les états généraux. Il s'agit cette fois d'un renforcement monétaire de 25 %, ce qui avantage les propriétaires fonciers: c'est-à-dire la noblesse, le clergé et le patriciat urbain (qui possède une bonne partie de l'immobilier des grandes villes) donc les catégories sociales représentées aux états généraux. Cela provoque une levée de boucliers de la population parisienne qui voit ses loyers croître de 25 %. Étienne, lui, choisit le parti des compagnons et des boutiquiers contre la grande bourgeoisie et les spéculateurs qu'il tient pour responsables de ses malheurs dans la succession de Pierre des Essars: il devient maître de la rue.  Des échauffourées éclatent et Étienne Marcel fait pression sur Louis d’Anjou puis sur le dauphin qui doit révoquer l’ordonnance et rappeler les états généraux.
Pendant ce temps le dauphin va à Metz rendre hommage à son oncle l'empereur Charles IV pour le Dauphiné ce qui lui permet d'obtenir son soutien diplomatique. À son retour en mars 1357, il accepte la promulgation de la « grande ordonnance », esquisse d'une monarchie contrôlée et vaste plan de réorganisation administrative, mais obtient le maintien en captivité de Charles de Navarre. Une commission d'épuration doit destituer et condamner les fonctionnaires fautifs (et particulièrement les collecteurs d'impôts indélicats) et confisquer leurs biens. Neuf conseillers du dauphin sont révoqués (Étienne Marcel tient sa vengeance contre Robert de Lorris). Six représentants des états généraux entrent au conseil du roi qui devient un conseil de tutelle. L'administration royale est surveillée de près : les finances, et particulièrement les mutations monétaires et les subsides extraordinaires, sont contrôlées par les états généraux.

### Au cœur de l'affrontement entre Charles de Navarre et le dauphin
Un gouvernement du régent contrôlé par les états généraux avec son assentiment est donc mis en place. Deux conseils cohabitent : celui du dauphin et celui des états généraux. Mais pour les réformateurs et particulièrement les Navarrais cela ne suffit pas : le retour du roi de captivité peut mettre fin à cet essai institutionnel. D'autre part, le dauphin prend de l'aplomb et n'hésite pas en août à rappeler les conseillers sacrifiés et à demander au prévôt des marchands de ne se préoccuper que des seules affaires municipales. Étienne Marcel et Robert Le Coq organisent donc la libération de Charles de Navarre qui peut prétendre à la couronne et est toujours enfermé. Cependant pour se dédouaner face au dauphin, on donne à cette libération un caractère spontané lui donnant l’aspect d’un coup de main de fidèles navarrais. 

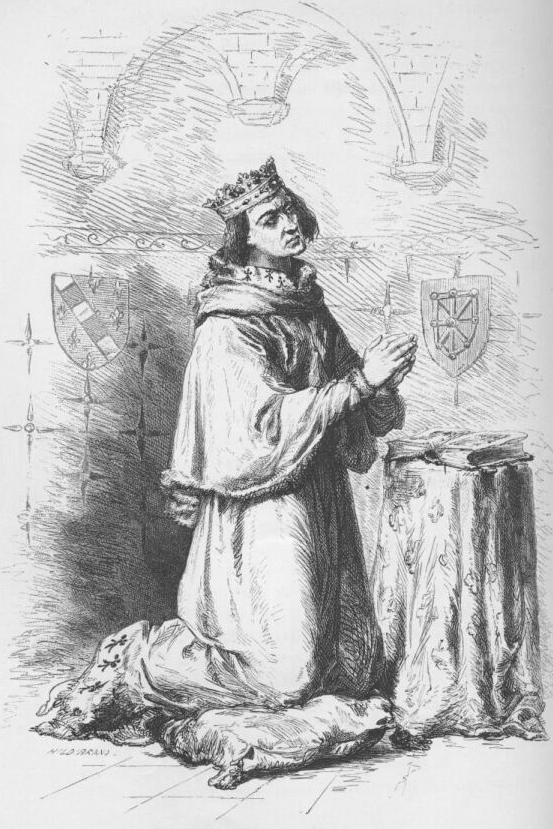
Charles le Mauvais en prison. Illustration du XIXe siècle.

Le retour de Charles de Navarre est méticuleusement organisé : il est libéré le 9 novembre, il est reçu avec le protocole réservé au roi dans les villes qu’il traverse, accueilli par les notables et la foule réunie par les états généraux. Le même cérémonial se reproduit dans chaque ville depuis Amiens jusqu’à Paris : il est reçu par le clergé et les bourgeois en procession, puis il harangue une foule toute acquise, expliquant qu’il a été spolié et injustement incarcéré par Jean le Bon alors qu’il est de lignée royale. 
Mis devant le fait accompli, le dauphin ne peut refuser la demande d’Étienne Marcel et de Robert le Coq et signe des lettres de rémission pour le Navarrais. Le 30 novembre il harangue 10 000 Parisiens réunis par Étienne Marcel au Pré aux Clercs. Le 3 décembre Étienne Marcel s’invite avec un fort parti bourgeois au conseil du Roi qui doit décider de la réhabilitation de Charles de Navarre, sous prétexte d’annoncer que les états généraux réunis au Couvent des Cordeliers ont consenti à lever l’impôt demandé par le dauphin et qu’il ne reste que l’accord de la noblesse à obtenir. Le dauphin ne peut qu’acquiescer et réhabilite Charles le Mauvais,. 
Plus dangereux encore pour les Valois, les états généraux doivent trancher la question dynastique le 14 janvier 1358. Charles le Mauvais exploite le mois d’attente pour faire campagne. Le dauphin se montre actif en organisant la défense du pays contre les nombreux mercenaires qui, faute de solde, pillent le pays. Les maréchaux de Normandie, de Champagne et de Bourgogne se rendent à sa cour. Il cantonne à Paris une armée de 2 000 hommes venus du Dauphiné sous prétexte de protéger Paris des exactions des Grandes compagnies. Cela met la ville sous pression. Le 11 janvier, il s’adresse aux Parisiens aux Halles en expliquant pourquoi il lève une armée et mettant en cause les états généraux sur leur incapacité à assurer la défense du pays malgré l’argent prélevé lors des levées d’impôts : c’est un succès et Étienne Marcel doit organiser d’autres réunions noyautées par ses partisans pour le mettre en difficulté. Le 14 janvier, les états généraux n’arrivant pas à s’entendre sur la question dynastique, ni sur la levée d’un nouvel impôt, on décide d’une nouvelle mutation monétaire pour renflouer les caisses de l’État. Les esprits s’échauffent contre les états généraux, pour le plus grand bénéfice du dauphin.
L'exécution de l'ordonnance de 1357 est vite bloquée. La commission d'épuration est désignée mais ne fonctionne que cinq mois. Les collecteurs d'impôts nommés par les états généraux rencontrent l'hostilité des paysans et des artisans pauvres. Les six députés entrés au conseil de tutelle sont en minorité et les états généraux manquent d’expérience politique pour contrôler en permanence le pouvoir du dauphin qui, en acquérant du savoir-faire, retrouve l'appui des fonctionnaires. Les déplacements fréquents, coûteux et dangereux à l'époque, découragent les députés de province et les états généraux sont de moins en moins représentatifs. Peu à peu, seule la bourgeoisie parisienne vient siéger aux assemblées. Enfin, Jean le Bon, qui garde un grand prestige, désavoue le dauphin et, depuis sa prison, interdit l'application de l'ordonnance de 1357. Étienne Marcel, constatant l'échec de l'instauration d'une monarchie contrôlée par voie législative, essaie de la faire proclamer par la force. Il ne remet pas en cause la nécessité d'avoir un souverain, mais il cherche à composer avec celui qui lui laissera le plus de pouvoir. Il oscille entre la faiblesse supposée du dauphin et la cupidité de Charles le Mauvais.

### Sources et bibliographie
: document utilisé comme source pour la rédaction de cet article.
- Jean Favier, La guerre de Cent Ans, Fayard, 1980, 678 p. (ISBN 2-213-00898-1).
- François Autrand, Charles V : le Sage, Fayard, 1994, 909 p. (ISBN 978-2-213-02769-2).
- Georges Bordonove, Les Rois qui ont fait la France - Les Valois - Charles V le Sage, t. 1, Pygmalion, 1988.